# Theophylactus (exarch)
Theophylactus was exarch van Ravenna van ca.702 tot 710. Voordien zou hij gouverneur geweest zijn van Sicilië. Hij werd naar Rome gestuurd omdat paus Johannes VI was verkozen, zonder beëdiging.

## Context
Theophylactus was exarch ten tijde dat de Byzantijnse keizer Justinianus II Rhinotmetos in ballingschap was (695-705). Voor zijn ballingschap was Justinianus in conflict geraakt met paus Sergius I, die de bepalingen van het Concilie van Trullo weigerde te aanvaarden. In 705 zat Justinianus II terug op de troon.
In 709 zond Justinianus II een expeditie naar Ravenna, mogelijk als vergelding voor de deelname van de inwoners van de stad aan de opstand van 695. Alle leiders van de stad werden uitgenodigd om een banket bij te wonen. Toen ze aankwamen, werden ze gegrepen en aan boord van een schip gesleept. Ravenna werd geplunderd en de gevangengenomen ambtenaren werden naar Constantinopel overgebracht. Daar veroordeelde Justinianus hen allemaal ter dood, alleen de aartsbisschop Felix bleef gespaard, maar zijn ogen werden doorstoken.
Theophylactus had geen controle over het gebeuren en in 710 werd hij vervangen door Johannes III Rizocopo.